# Contea di Columbia (Pennsylvania)
La contea di Columbia (in inglese Columbia County) è una contea dello Stato della Pennsylvania, negli Stati Uniti. La popolazione al censimento del 2000 era di 64 151 abitanti. Il capoluogo di contea è Bloomsburg.

## Geografia
La contea si trova nella parte centro-orientale dello Stato. È costituita da una regione montuosa situata per lo più nella provincia fisiografica dell'Appalachian Ridge and Valley ed è attraversata in direzione est-ovest dal fiume Susquehanna. Altri corsi d’acqua includono i torrenti Little Fishing, Fishing, Huntington, Roaring, Catawissa e South Branch Roaring. La contea di Columbia condivide il Ricketts Glen State Park con le contee di Sullivan e Luzerne.

### Contee confinanti
- Contea di Sullivan - nord
- Contea di Luzerne - est
- Contea di Schuylkill - sud-est
- Contea di Northumberland - sud-ovest
- Contea di Montour - ovest
- Contea di Lycoming - nord-ovest

## Storia
I quaccheri, primi coloni europei della regione, fondarono borough come Berwick e Catawissa. La contea fu creata nel 1813 e prese il nome da Cristoforo Colombo. Bloomsburg sostituì Danville (oggi nella contea di Montour) come capoluogo nel 1846. Berwick divenne uno dei primi produttori americani di vagoni ferroviari interamente in acciaio nel 1904.

## Centri abitati[4]
L'unica town è Bloomsburg, il capoluogo.

### Borough
- Ashland‡
- Benton
- Berwick
- Briar Creek
- Catawissa
- Centralia
- Millville
- Orangeville
- Stillwater

### Township
- Beaver
- Benton
- Briar Creek
- Catawissa
- Cleveland
- Conyngham
- Fishing Creek
- Franklin
- Greenwood
- Hemlock
- Jackson
- Locust
- Madison
- Main
- Mifflin
- Montour
- Mount Pleasant
- North Centre
- Orange
- Pine
- Roaring Creek
- Scott
- South Centre
- Sugarloaf

### CDP
- Almedia
- Aristes
- Buckhorn
- Espy
- Eyers Grove
- Fernville
- Foundryville
- Iola
- Jamison City
- Jerseytown
- Jonestown
- Lightstreet
- Lime Ridge
- Locustdale‡
- Mainville
- Mifflinville
- Numidia
- Rohrsburg
- Rupert
- Slabtown
- Waller
- Wilburton Number One
- Wilburton Number Two

‡ = Diviso con altra contea.